# Battaglia navale del Tejo
La Battaglia del Tejo si svolse nel luglio 1384, sul fiume Tago (in portoghese Tejo), tra una forza navale portoghese di 34 navi (di cui 5 importanti) con l'obiettivo di rifornire la città assediata di Lisbona con i rifornimenti tanto necessari e la flotta castigliana al comando di Fernando Sánchez de Tovar. Nonostante i portoghesi avessero perso tre navi (le perdite castigliane sono sconosciute), il successo portoghese nel raggiungere Lisbona e rompere il blocco con rifornimenti indispensabili rappresentò una grande vittoria per il Portogallo. Successivamente, i castigliani si ritirarono dall'assedio.